# Chiquart
Chiquart, mit vollständigem Namen Chiquart Amiczo, ist der Verfasser von „Du fait de cuisine“, einem der ältesten europäischen Kochbücher und aus heutiger Sicht einem Schlüsselwerk zur Erschließung der Esskultur des Mittelalters. Chiquart war zu Beginn des 15. Jahrhunderts Chefkoch am Hofe von Amadeus VIII. von Savoyen. 1420 wurde er von seinem Arbeitgeber damit beauftragt, sein Wissen in einem Kochbuch niederzuschreiben. Der Romanist und Ernährungshistoriker Terence Scully bezeichnet Chiquarts Buch, das infolge dieses Auftrages entstand, als eines der ersten wirklichen europäischen Kochbücher, da es sich dabei nicht nur um eine Aufzählung von Zutaten handelt, sondern bei einer großen Anzahl von Rezepten auch ausführlich Hinweise darauf gibt, wie die Speisen zuzubereiten sind.
Ähnlich wie sein Zeitgenosse Taillevent begann Chiquarts Werdegang zum Hofkoch als Küchenjunge. Die lange Küchenkarriere zeigt sich in vielen Details von „Du fait de cuisine“. Chiquart gibt nicht nur Hinweise, wie Krankenkost zuzubereiten sei, sondern schrieb auch nieder, was ein verantwortlicher Koch zu leisten habe, wenn er ein Festbankett auszurichten habe.